# I Wanna Go
I Wanna Go är en låt av den amerikanska artisten Britney Spears. Låten släpptes som den tredje singeln ifrån studioalbumet Femme Fatale den 13 juni 2011.

## Listplaceringar
| Lista (2011)        | Topplacering |
| ------------------- | ------------ |
| Australien          | 31           |
| Belgien (Vallonien) | 42           |
| Danmark             | 20           |
| Finland             | 16           |
| Frankrike           | 18           |
| Norge               | 20           |
| Nya Zeeland         | 22           |
| Schweiz             | 42           |
| Sverige             | 30           |

### Fotnoter
1. ↑  ”Listplacering”. http://australian-charts.com/showitem.asp?interpret=Britney+Spears&titel=I+Wanna+Go&cat=s. Läst 30 juli 2011.
2. ↑  ”Listplacering”. http://www.ultratop.be/fr/showitem.asp?interpret=Britney+Spears&titel=I+Wanna+Go&cat=s. Läst 30 juli 2011.
3. 1 2  ”Listplacering”. Arkiverad från originalet den 18 november 2011. https://web.archive.org/web/20111118141422/http://danishcharts.com/showitem.asp?interpret=Britney+Spears&titel=I+Wanna+Go&cat=s. Läst 30 juli 2011.
4. ↑  ”Listplacering”. http://finnishcharts.com/showitem.asp?interpret=Britney+Spears&titel=I+Wanna+Go&cat=s. Läst 30 juli 2011.
5. ↑  ”Listplacering”. http://lescharts.com/showitem.asp?interpret=Britney+Spears&titel=I+Wanna+Go&cat=s. Läst 30 juli 2011.
6. ↑  ”Listplacering”. Arkiverad från originalet den 6 mars 2012. https://web.archive.org/web/20120306114400/http://charts.org.nz/showitem.asp?interpret=Britney+Spears&titel=I+Wanna+Go&cat=s. Läst 30 juli 2011.
7. ↑  ”Listplacering”. http://hitparade.ch/showitem.asp?interpret=Britney+Spears&titel=I+Wanna+Go&cat=s. Läst 30 juli 2011.
8. ↑  ”Listplacering”. http://swedishcharts.com/showitem.asp?interpret=Britney+Spears&titel=I+Wanna+Go&cat=s. Läst 30 juli 2011.